# Condado de Jewell
El condado de Jewell (en inglés: Jewell County), fundado en 1887, es uno de 105 condados del estado estadounidense de Kansas. En el año 2006, el condado tenía una población de 3,324 habitantes y una densidad poblacional de 1.4 personas por km². La sede del condado es Mankato. El condado recibe su nombre en honor a Lewis R. Jewell.

## Geografía
Según la Oficina del Censo, el condado tiene un área total de 2368 km² (914,3 mi²), de la cual 2355 km² (909,3 mi²) es tierra y 14 km² (5,405405405405 mi²) (0.58%) es agua.

### Condados adyacentes
- Condado de Nuckolls, Nebraska (norte)
- Condado de Republic (este)
- Condado de Cloud (sureste)
- Condado de Mitchell (sur)
- Condado de Osborne (suroeste)
- Condado de Smith (oeste)
- Condado de Webster, Nebraska (noroeste)

## Demografía
Según la Oficina del Censo en 2000, los ingresos medios por hogar en el condado eran de $30,538, y los ingresos medios por familia eran $36,953. Los hombres tenían unos ingresos medios de $24,821 frente a los $18,170 para las mujeres. La renta per cápita para el condado era de $16,644. Alrededor del 11.60% de la población estaban por debajo del umbral de pobreza.

## Transporte

### Autopistas principales
- U.S. Route 36
- Ruta Estatal de Kansas 14
- Ruta Estatal de Kansas 28
- Ruta Estatal de Kansas 128
- Ruta Estatal de Kansas 181

## Localidades
Población estimada en 2004;
- Mankato, 864 (sede)
- Jewell, 447
- Burr Oak, 233
- Esbon, 135
- Formoso, 118
- Randall, 76
- Webber, 34

### Áreas no incorporadas
- Montrose
- North Branch

### Municipios
El condado de Jewell está dividido entre 25 municipios. El condado no tiene a ninguna ciudad independiente a nivel de gobierno, y todos los datos de población para el censo de las ciudades son incluidas en el municipio.

## Educación

### Distritos escolares
- Rock Hills USD 107
- Jewell USD 279